# دوستانق (فين)
دوستانق (بالفارسية: دوستانق) هي قرية تقع في إيران في قسم فين الريفي.